# Miss Li

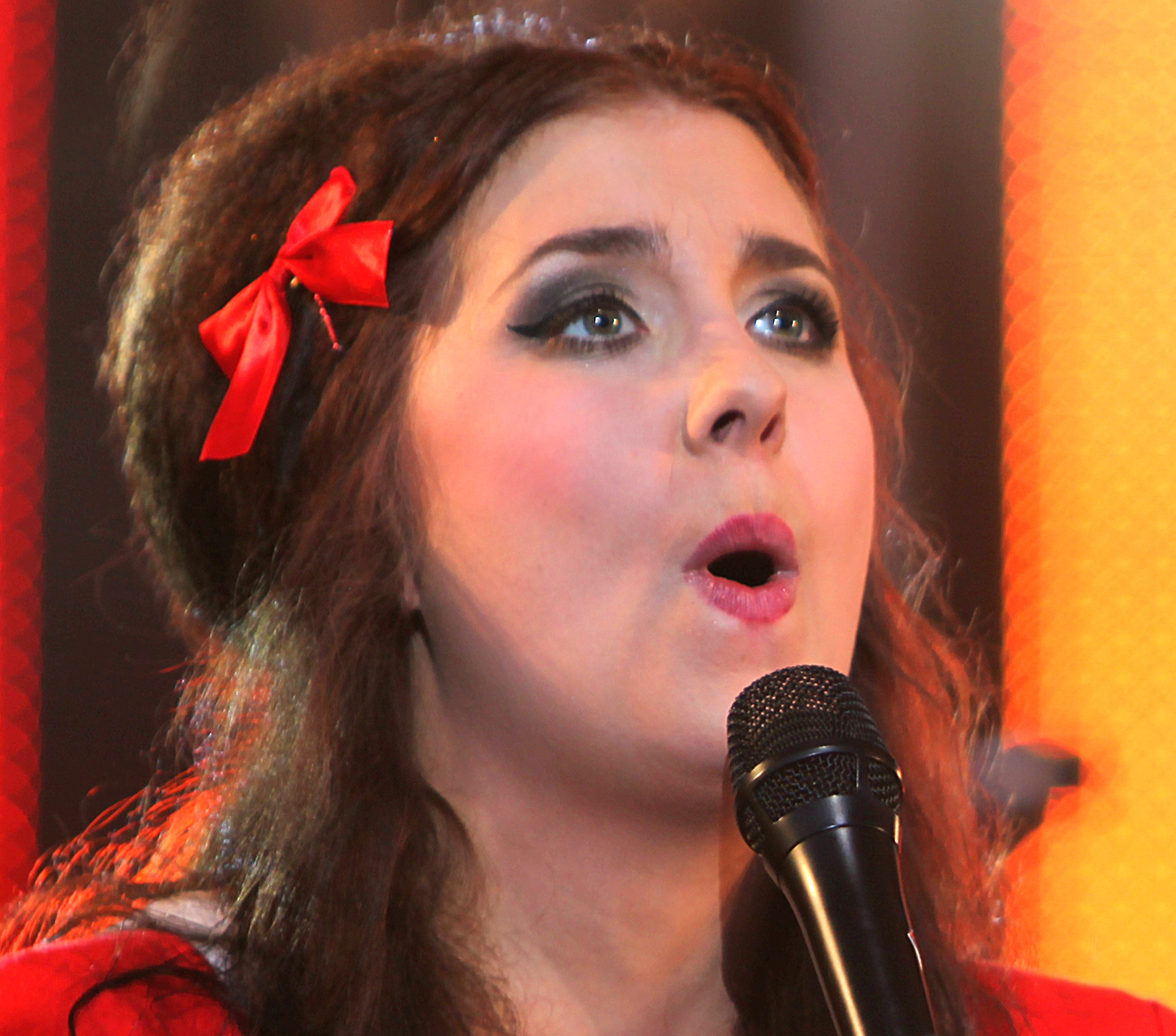
Miss Li 2009.

Miss Li, nacida como Linda Therese Karlsson (Borlänge, 21 de julio de 1982), es una cantante y pianista pop sueca. Miss Li toca el piano pop mezclando diversos estilos musicales como: blues, jazz, cabaret y música popular.

## Biografía
En 2006, Miss Li comenzó a componer en su piano eléctrico y a escribir sus propias canciones, que publicó posteriormente en Myspace . Su página de My Space ha tenido cada vez mayor afluencia de visitantes. 
En el otoño de 2006, consiguió un contrato discográfico y, bajo el nombre de Miss Li, lanzó su álbum con el que debutó Late Night Heartbroken Blues en noviembre del mismo año.